# Chung Quỳ
Chung Quỳ (phồn thể: 鍾馗, giản thể: 钟馗) là một vị thần diệt yêu trừ ma trong truyền thuyết dân gian Trung Hoa. Từ xưa, những câu chuyện giáng yêu trừ ma của Chung Quỳ được nhiều người biết đến, gồm cả bùa chú, bát quái trận pháp hàng yêu phục ma, xem tướng mạo, bấm độn gieo quẻ. Ông được biết đến với nhiều tên gọi như: Tứ phúc trấn trạch thánh quân (赐福镇宅圣君), Khu ma đế quân (驱魔帝君),... Trong Đạo giáo, ông được tôn xưng danh hiệu là Dực Thánh Lôi Đình Khu Ma Tịch Tà Trấn Trạch Tứ Phúc Đế Quân (翊聖雷霆驅魔辟邪鎮宅赐福帝君), thường được gọi tắt là Trấn Trạch Chân Quân (鎮宅真君), Khu Ma Chân Quân (驅魔真君), Khu Ma Đế Quân (驅魔帝君)... Trong tín ngưỡng Đạo giáo ở vùng Giang Nam, ba vị Phục Ma Đại Đế Quan Thánh Đế Quân (伏魔大帝關聖帝君), Đãng Ma Thiên Tôn Chân Võ Đế Quân (蕩魔天尊真武帝君), cùng với Khu Ma Chân Quân Chung Quỳ Đế Quân (驅魔真君鍾馗帝君), hợp xưng là Tam Phục Ma Đế Quân, là ba vị thần được tôn thờ nhiều ở các gia đường phía Nam Trung Quốc, với mục đích giáng yêu phục ma.

## Truyền thuyết

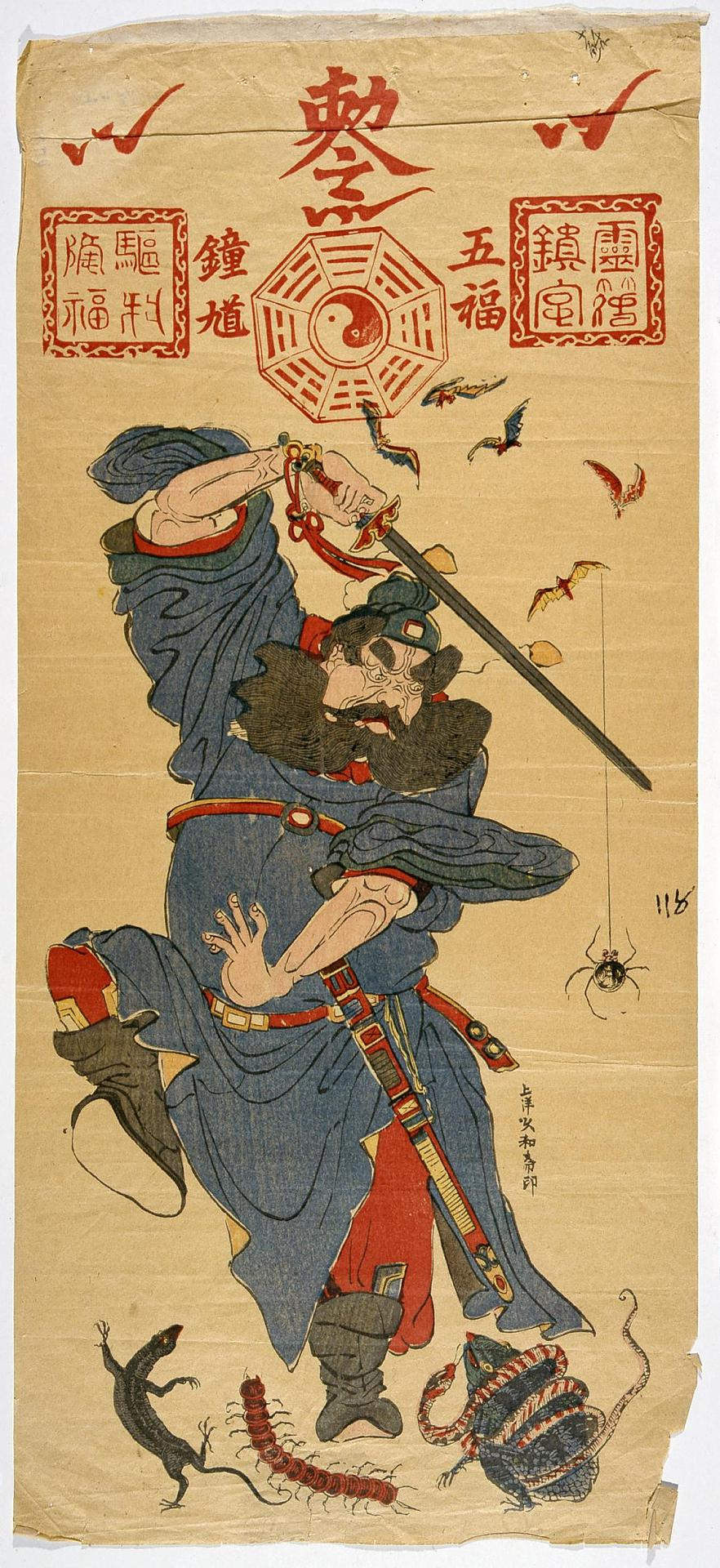
Một bức tranh (bùa ngũ độc) Chung Quỳ chúc phúc, và có họa hình 5 con dơi. Trong tiếng Trung, con dơi (bức) đồng âm với phúc.